# Micronecton
Un micronecton est un groupe d'organismes de 2 à 20 cm capables de nager sans être influencés par les courants océaniques. En effet, le mot necton est dérivé du grec νήκτον, signifiant littéralement "nager". Ce terme a été inventé par Ernst Haeckel en 1890. Le micronecton joue un rôle clé dans la pompe biologique océanique en transportant le carbone organique de la zone euphotique vers les parties plus profondes des océans ,

## Aperçu
Les organismes micronectoniques sont présents de façon uniforme au sein des océans du monde et peuvent être divisés en grands groupes taxonomiques,. La distinction entre micronecton et micro-, méso- et macro- zooplancton est fondée sur la taille. La taille du micronecton varie généralement de 2 à 20 cm, le macro-zooplancton à partir de 2 mm à 2 cm, le méso-zooplancton de 0,2 à 2 mm et le micro-zooplancton de 20 μm à 0,2 mm. Le micronecton représente 3,8 à 11,8 milliards de tonnes de poissons mésopélagiques dans le monde,, environ 380 millions de tonnes de krill antarctique dans l'océan Austral  et une biomasse mondiale estimée à au moins 55 millions de tonnes d'un seul groupe de calmars Ommastrephid. Cet assemblage de groupe diversifié est réparti entre la surface de la mer à environ 1000 m de profondeur (dans la zone mésopélagique).
Le micronecton suit une migration verticale journalière sur plusieurs centaines de mètres en dessous de 400 m (couches plus profondes) jusqu'aux 200 m supérieurs (couches moins profondes) de la colonne d'eau au crépuscule et inversement à l'aube, migration inverse (les organismes restent dans la couche peu profonde pendant la journée) , migration entre deux eaux (les organismes restent dans la couche intermédiaire, c'est-à-dire entre 200 et 400 m) ou non-migration (les organismes restent dans la couche profonde la nuit et la couche peu profonde le jour).
Il est également la proie de divers prédateurs tels que les thons, les istiophoridés, les requins, les oiseaux marins et les poissons marins. mammifères,,,,.

### Rôle dans les réseaux trophiques
Le micronecton joue un rôle important dans les réseaux trophiques océaniques puisqu'il fait le lien entre les grands prédateurs tels que les thons et les istiophoridés au zooplancton de niveau trophique inférieur,. Dans les environnements peu productifs, il a été démontré que les prédateurs comme l'espadon se nourrissent de calmars de plus grande taille, puisque la densité des proies du micronecton est réduite et les efforts associés à la recherche de proies sont plus élevés que l'apport énergétique lors de la consommation de micronecton de plus petite taille.

### Répartition verticale et horizontale

#### Migration verticale
La plupart des micronectons ont un comportement fondé sur la migration verticale diurne. En effet, la journée, ils se concentrent en dessous de 400m de la colonne d'eau et migrent vers les 200m supérieurs au crépuscule, puis ils migrent dans la direction opposée jusqu'en dessous de 400 m à l'aube. Il s'agit de l'une des plus grandes migrations animales quotidiennes de la Terre. On pense que le changement d'intensité lumineuse est fondé sur stimulus pour déclencher ce mouvement vertical, la principale raison biologique étant l'amélioration des possibilités de recherche de nourriture à la surface et la diminution de la prédation la nuit par rapport à la journée. Le micronecton migrateur peut suivre les mouvements de ses principales proies qui subissent une migration verticale quotidienne au crépuscule. Les migrations vers le haut et vers le bas semblent se produire différemment selon les groupes de micronecton, avec par exemple, des poissons plus petits qui nagent à des vitesses plus petites quittant leur emplacement en premier que les plus gros poissons.

#### Répartition horizontale
Les schémas de distribution du micronecton semblent suivre la distribution des masses d'eau, les processus océanographiques à méso-échelle tels que les tourbillons et la présence de monts sous-marins,,. En effet, le micronecton a montré des modèles de migration inverse, étant situé dans les 200 m supérieurs de la colonne d'eau pendant la journée, dans un tourbillon cyclonique à mésoéchelle dans le sud-ouest de l'océan Indien . Les tourbillons cycloniques ont également montré des densités de micronecton plus élevées que les tourbillons anticycloniques. Les tourbillons cycloniques à moyenne échelle peuvent donc créer des conditions favorables, telles que des opportunités de recherche de nourriture améliorées, pour le micronecton.